# Titouan Lamazou

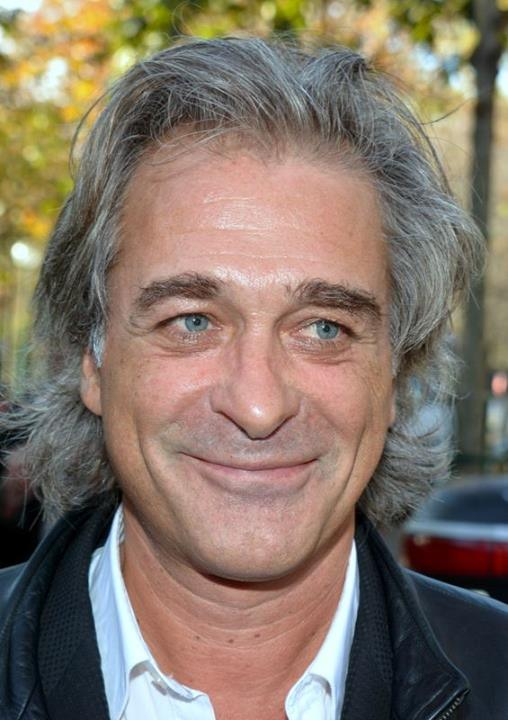
Titouan Lamazou

Titouan Lamazou (* 11. Juli 1955 in Casablanca, Marokko) ist ein französischer Maler, Schriftsteller und Segler, der als Sieger der Segelregatta Vendée Globe im Jahr 1990 bekannt ist.

## Biografie

### Segler
Im Alter von siebzehn Jahren entschied sich Lamazou, die Welt zu umsegeln. 1975 heuerte er auf der Vendredi 13 von Yvon Fauconnier an und wurde kurze Zeit später Mitglied der Crew um Eric Tabarly auf der Pen Duick VI. 1985 stattete er sein erstes eigenes Schiff, die Ecureuil-d’Aquitaine I, aus, mit der er an zahlreichen Regatten teilnahm, unter anderem an der BOC Challenge, der Transat Québec Saint-Malo und der C Star. Lamazou war im Jahr 1990 Teilnehmer an der neu geschaffenen Vendée Globe, bei der er mit seiner Ecureuil-d’Aquitaine II den Sieg erringen konnte. Bei der Route du Rhum im selben Jahr belegte er den elften Platz in der Gesamtwertung. Zusammen mit Florence Arthaud begründet Titouan Lamazou 1991 die Trophée Jules Verne, einen Wettbewerb für Weltumsegelungsrekorde. Zwei Jahre später wurde die Tag Heuer fertiggestellt, das bis dahin größte Regatta-Einrumpfboot in Kompositbauweise (matériaux composites). Nach dessen Sinken beendete er seine Karriere als professioneller Segler und widmete sich einem Projekt, das er selbst als bâteau atelier bezeichnete. Dieses Hochseeatelier steht Künstlern aus aller Welt offen, die dort arbeiten möchten.

### Künstler und Schriftsteller
Schon 1988 veröffentlichte Lamazou das Buch Sous les toits de terre, gefolgt von anderen wie beispielsweise Carnets de voyage (1998) und Carnets de voyage 2 (2000). Seit 2002 porträtiert Lamazou Frauen aus aller Welt. Das Projekt trägt den Namen Femmes du monde. Im Jahr 2003 wurde er von Kōichirō Matsuura zum UNESCO Artist for Peace ernannt und offizieller französischer Marinemaler (Peintre Officiel de la Marine).

## Ehrungen
- 1991 Offizier des Ordre du Mérite Maritime
- 2017  Chevalier de la Légion d’Honneur
- 2022 Inductee Cape Horn Hall of Fame

## Bibliografie
- 1988: Sous les toits de terre: éléments d'architecture traditionnelle et décoration picturale dans l'habitat berbère des hautes vallées
- 1989: Un hiver berbère – journal d'un séjour dans le haut-atlas
- 1990:  Le trésor de l'Atlas
- 1998: Carnets de voyage 1 Egypte, Cuba, Bénin, Grèce, Japon
- 2000: Carnets de voyage 2 Haïti, Mali, Colombie, Russie, Indonésie
- 2000: Rêves de désert
- 2001: Titouan, Congo, Kinshasa
- 2002: Renaud, vu par Titouan Lamazou
- 2002: Les Îles Grecques
- 2003: Titouan en Haïti
- 2005: Journeys And Journals: Five Centuries of Travel Writing
- 2007: Femmes du monde
- 2008:  Guide de manoeuvre

## Ausstellungen
- 1998: Compositions de voyage im „Musée des Arts Décoratifs“ (im Westflügel des Louvre)
- 2000: Le Désert bei der Fondation Cartier pour l'art contemporain
- 2002 bis 2006: Titouan au Congo (Wanderausstellung)
- 2005: Femmes d’Indonésie in der Nationalgalerie in Jakarta
- 2007 bis 2008: Femmes du Monde im Musée de l’Homme, Paris